# 新竹縣立竹北實驗高級中等學校
新竹縣立竹北實驗高級中等學校，預定2026年成立的台灣新竹縣竹北市的縣立實驗高級中等學校。